# Pacto de la Embajada de México
El Pacto de la Embajada de México fue un acuerdo suscrito entre el presidente constitucional de Costa Rica Teodoro Picado Michalski y el padre Benjamín Núñez Vargas, representante del grupo insurgente del Ejército de Liberación Nacional, para poner fin a la guerra civil de 1948. El pacto se suscribió en San José en la embajada de los Estados Unidos Mexicanos donde Picado se encontraba asilado poco después de que el principal caudillo rebelde, José Figueres Ferrer, tomara la ciudad de Cartago, estando San José virtualmente sitiada y a la espera del inminente ataque revolucionario.
El pacto estableció entre otras cosas; la deposición de las armas por parte de ambos bandos, tanto el gobierno de Costa Rica como las fuerzas rebeldes, el respeto a las reformas sociales realizadas durante los gobiernos de Picado y sus antecesores conocidas como Garantías Sociales, la amnistía para los involucrados y el derecho a salir del país para los cabecillas del bando caldero-comunista, y la renuncia de Picado quien le cedería el poder provisionalmente al vicepresidente Santos León Herrera. Picado realizó la negociación sin consultar a sus aliados el expresidente Rafael Ángel Calderón Guardia líder del calderonismo y el líder del Partido Comunista Manuel Mora Valverde. Valverde por su parte llegaría a un acuerdo similar con Figueres llamado Pacto de Ochomogo, pero Calderón no aceptaría la claudicación e incluso consideraría a Picado un traidor.
Tanto Picado como Calderón dejarían el país y se exiliarían en Nicaragua bajo el apadrinamiento de su aliado el dictador nicaragüense Anastasio Somoza Debayle, sin embargo, cuando Calderón intentó invadir el país y retomar el poder por la fuerza en dos ocasiones; a finales de 1948 y en 1955 con la ayuda de Somoza, Picado no le apoyó e incluso condenó sus actos. 
Figueres asumió el poder de facto como presidente de la Junta Fundadora de la Segunda República y tras 18 meses de gobierno entregó el poder a Otilio Ulate Blanco a quien consideraba el legítimo ganador de las elecciones presidenciales de 1948 cuya anulación detonó la guerra. 
El Pacto, sin embargo, no se cumplió cabalmente, en especial en lo que respecta a la no persecución política de los militantes de los bandos perdedores, como denunció el obispo monseñor Alfredo Hidalgo al gobierno de Figueres.